# Cobra Starship
Cobra Starship byla americká hudební skupina, jejímž frontmanem byl zpěvák Gabe Saporta. Vznikla v roce 2005 a své první album While the City Sleeps, We Rule the Streets vydala v následujícím roce. Následovala alba ¡Viva la Cobra! (2007), Hot Mess (2009) a Night Shades (2011). Písně skupiny byly použity také v mnoha filmech, mezi něž patří i Bez dechu (2011) a Chlapectví (2014). Skupina se rozpadla v roce 2015.